# Egon Orován
Egon Orován, Egon Orowan in inglese (Óbuda, 2 agosto 1902 – Cambridge, 3 agosto 1989), è stato un fisico e metallurgista ungherese.

## Biografia
Nacque a Óbuda, ormai un quartiere di Budapest.  Suo padre, Berthold, era un ingegnere meccanico e manager d'impresa, e sua madre Josze Spitzer Ságvári era figlia di un proprietario terriero decaduto. Nel 1928, Orován cominciò i suoi studi presso l'Università tecnica di Berlino in ingegneria elettrica e meccanica ma presto si trasferì a fisica, completando il dottorato sulla frattura della mica nel 1932. Sembra che abbia incontrato qualche difficoltà nel trovare un impiego immediato e trascorse gli anni immediatamente successivi con sua madre rielaborando le ricerche dottorali.
Nel 1934 Orován circa contemporaneamente a Taylor e Polanyi, si rese conto che la deformazione plastica di materiali duttili poteva essere spiegata nei termini della teoria delle dislocazioni sviluppata su base matematica da Vito Volterra nel 1905. Anche se la scoperta cadde nel dimenticatoio fino alla Seconda guerra mondiale, fu una fase critica nello sviluppo della moderna fisica dello stato solido.
Dopo aver lavorato per un breve periodo all'estrazione del krypton dall'aria per la costruzione di lampadine, nel 1937 Orován si trasferì all'Università di Birmingham, dove lavorò alla teorizzazione della fatica collaborando con Rudolf Peierls.
Nel 1939, si trasferì alla Università di Cambridge dove Bragg gli ispirò l'interesse verso la diffrazione dei raggi x. Durante la Seconda guerra mondiale, lavorò al problema della produzione di munizioni, in particolare agli scorrimenti plastici durante la laminazione. Nel 1944, ebbe un ruolo centrale nella rappresentazione delle cause della spettacolare e tragica frattura al varo di molte Liberty (navi trasporto) durante la guerre, identificando come fattore critico la sensibilità a cricche delle saldature e l'effetto delle temperature molto basse dell'Atlantico del nord.
Nel 1950, passò al Massachusetts Institute of Technology dove, oltre a continuare i suoi lavori di metallurgia, sviluppò interessi nella frattura sia in geologia che in glaciologia e in quella che definì socionomia. Negli ultimi studi, Orován sviluppò gli scritti dello storico medievale tunisino Ibn Khaldun fino a predire un crollo della domanda di mercato in modo non dissimile da Marx: le sue idee tuttavia trovarono poco spazio presso la maggioranza degli economisti.
Nel corso della sua vita brevettò molte invenzioni.
Fu membro di:
- Royal Society, (1947)
- American Academy of Arts and Sciences, (1951)
- National Academy of Sciences, (1969);

## Onorificenze
- Medaglia Bingham della American Society of Rheology, (1959);
- Medaglia Gauss della Braunschweiger Wissenschaftliche Gesellschaft, (1968);
- Medaglia d'oro Vincent Bendix della American Society for Engineering Education, (1971);
- Medaglia Bergse della Società Metallurgica Danese, (1973);
- La Medaglia d'oro Acta Metallurgica, (1985).